# 여유당전서
여유당전서(與猶堂全書)는 조선 후기의 학자 정약용의 저술을 총정리한 문집이다.

## 구성
여유당전서는 154권 76책 활자본으로 구성되어 있는데 여유당(與猶堂)은 당호(堂號)이다. 모두 7집으로, 제1집은 25권 12책으로 시문집(詩文集), 제2집은 48권 24책으로 경집(經集), 제3집은 24권 12책으로 예집(禮集), 제4집은 4권 2책으로 악집(樂集), 제5집은 39권 19책으로 정법집(政法集), 제6집은 8권 4책으로 지리집(地理集), 제7집은 6권 3책으로 의학집(醫學集)이다.
1930년대 조선학 운동의 목적으로 신조선사(新朝鮮社)에서 수집하여 내놓았는데 편자는 1934년 정약용 5대손 정향진이 비매품으로 초판을 발행하였다.그 후 외현손 김성진(金誠鎭)이며, 정인보(鄭寅普)와 안재홍(安在鴻)이 함께 교열에 참여하였다. 이후 몇 차례 영인본으로 간행되었다가, 2012년 다산 탄신 250주년 맞이하여 다산학술문화재단에서 총 37권의 정본 여유당전서(이하 정본)를 펴냈다. 정본은 현대인이 읽을 수 있도록 가로쓰기로 편집하였으며, 교감 및 표점이 되어 있어 기본적인 한문 소양이 있는 현대인이라면 누구나 읽을 수 있도록 제작되었다.
이에 앞서 1883년(고종 20) 왕명으로 ≪여유당집≫을 필사하여 내각(內閣, 규장각의 별칭)에 보관하도록 했다고 하나, 지금은 상고할 길이 없다. 전서 간행 이전에 단행본으로 출판된 것으로는, 《목민심서》(牧民心書)·《흠흠신서》(欽欽新書)·《경세유표》(經世遺表)·《아언각비》(雅言覺非)·《이담속찬》(耳談續纂)·《강역고》(疆域考)·《마과회통》(麻科會通) 등이 있다.
특히 연민 이가원이 1986년 단국대학교에 기증한 2만 5천여 점의 유물 가운데 다산 정약용의 '여유당집(與猶堂集)' 가장본(家藏本)을 비롯하여 퇴계 이황의 친필 글씨와 그림, 미수 허목의 그림과 인장, 성호 이익의 '곽우록(藿憂錄)', 연암 박지원의 '열하일기(熱河日記)' 친필본과 그림, 초정 박제가의 '정유각집(貞蕤閣集)' 친필본, 추사 김정희의 글씨와 그림, 인장 등은 조선시대 성리학과 실학사상을 대표하는 선비들과 관련된 유물로 학술적 가치를 높게 평가하고 있다.

## 같이 보기
- 목민심서
- 흠흠신서
- 경세유표

## 참고 자료
- 『다산경학사상연구(茶山經學思想硏究)』(이을호, 을유문화사, 1967년)
- 『다산논총(茶山論叢)』(이익성 역, 을유문화사, 1972년)
- 『유배지에서 보낸 편지』(박석무 역, 시인사, 1980년)